# 新東京 (映画館)
新東京（しんとうきょう、1921年ころ 開業 - 1973年前後 閉館）は、かつて存在した日本の映画館である。同館に先行して浅草公園六区に日本館と大東京を経営した、高松豊治郎が開業した。下谷新東京（したやしんとうきょう）と通称された。

## 沿革
- 1921年ころ - 高松豊治郎が開業する[8]
- 1930年ころ - 勝部英雄に経営権が移る[2][11]
- 1934年 - 争議後、初田敬蔵（初田敬）が経営権を取得する[3][11]
- 1973年前後 - 閉館

## データ
- 所在地 : 東京府東京市下谷区竹町1丁目4番地[2]
  - のちの同府同市同区竹町44番地[4][11]
  - 現在の東京都台東区台東3丁目5番 ダイアパレス御徒町第3

北緯35度42分14.62秒 東経139度46分46.33秒 / 北緯35.7040611度 東経139.7795361度
- 観客定員数 : 
  - 492名（1930年[2]）
  - 338名（1942年[4]）
- 建築様式 : バラック建築[12]
- 従業員数 : 15名（1934年[11]）

## 概要

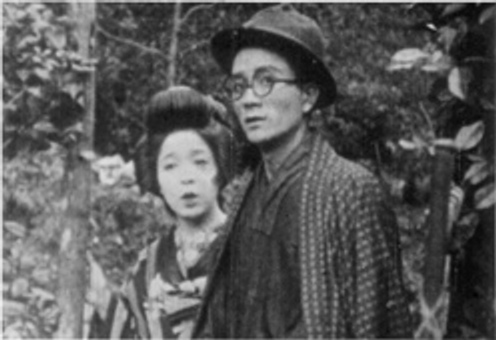
同館が全国公開の一番手として公開した『黒白双紙』（監督曾根純三、1926年）。右杉狂児、左鈴木澄子。

1921年（大正10年）ころ、東京府東京市下谷区竹町の「徒竹町大通り」沿い北側の角地に高松豊治郎が開業した。1925年（大正14年）には、独立系の映画館として、東亜キネマ、帝国キネマ演芸の作品を上映した。当時の下谷区には、同館のほか、生徳館（のちの三輪大都館、三ノ輪）、金芳館（金杉）、みやこ座（のちの上野日活）および上野鈴本キネマ（上野）、入谷金美館（入谷）の計6館が存在した。高松の経営下にあった1926年（大正15年）1月4日および同月15日には、高松と提携関係にあった牧野省三のマキノ・プロダクションが製作・配給する『黒白双紙』（監督曾根純三）、『めしと女』（監督松崎虎雄）が、同館を全国公開の一番手として公開した記録が残っている。
『日本映画事業総覧 昭和五年版』によれば、1930年（昭和5年）当時の同館は、当時の観客定員数は492名、興行系統は「松竹キネマ」、経営は勝部英雄の個人経営に移っており、支配人は安藤沢吉であった。高松が経営したという浅草の日本館も、この時期には太田團次郎の経営・支配人兼務となり、高松の経営する映画館は大東京のみになった。当時の下谷区には、上記のほか、三ノ輪にキネマハウスが加わり、みやこ座が上野日活館と名称を変えて計7館が存在した。1932年（昭和7年）の同館は変わらず、下谷区内では生徳館が河合キネマと名称を変えて計6館が存在した。1934年（昭和9年）10月27日、経営悪化により3年前から給料の遅配が始まり慢性化したこと、映画説明者（活動写真弁士）が2名しか雇用されておらず労働強化に過ぎるとして争議が始まり、事業主側が個人（勝部英雄）の名で金一封30円（当時）を手交する等を含めた内容で、同日中に円満解決した記録が残っている。このときの従業員側代表は映画説明者の瀧田天聲であった。勝部はこの後、同館を手放しており、『国際映画年鑑 昭和九年版』によれば、同年、すでに経営が初田敬蔵（初田敬）の個人経営に変わっていた。初田は、同館を最初に入手した後、大塚館・大塚松竹館（西巣鴨）、板橋松竹館（板橋区）、鶴見松竹館（横浜市鶴見区）を含めた10数館を経営した。
その後、第二次世界大戦が開始され、1942年（昭和17年）には戦時統制が敷かれ、日本におけるすべての映画が同年2月1日に設立された社団法人映画配給社の配給により、すべての映画館が紅系・白系の2系統に組み入れられるが、『映画年鑑 昭和十七年版』によれば、同年当時の同館は、観客定員数は338名、興行系統は「紅系」であり、経営は初田の個人経営、支配人は飯塚正であった。当時の下谷区には、同館のほか、金芳館がすでに閉館しており、河合キネマが三輪大都館と名称を変えて計6館が存在した。
第二次世界大戦終了後も、引き続き営業が行われた。戦後の下谷地域の映画館は、上野地区が爆発的に増え、1957年（昭和32年）の時点では、同館のほか、三輪サン劇場、キネマハウス、入谷金美館も戦前に引き続き残っていた。同時期の同館の経営は、変わらず初田の個人経営であったが、同館を経営する初田は、1948年（昭和23年）には東京都興行組合（現在の東京都興行生活衛生同業組合）、日本興行組合（現在の全国興行生活衛生同業組合連合会）のそれぞれの代表に就任、1950年（昭和25年）には、新東宝興行の代表取締役社長、新東宝の取締役に就任（1953年にはいずれも辞任）、1954年（昭和29年）には『かくて夢あり』（監督千葉泰樹）、『愛と死の谷間』（監督五所平之助）の2作を製作、同時期に新東宝社長を退任した佐生正三郎が設立した日米映画の取締役に就任している。詩人・小説家の松浦寿輝（1954年 - ）は、生家が同館のすぐ裏側にあったといい、松浦の回想によれば、その小学生から中学生までの時代にあたる1960年代を通じて、同館は東宝・松竹・東映を問わない3本立ての邦画混映館であり、東映時代劇や東宝特撮のさまざまな旧作を上映していたという。
1973年（昭和48年）前後に閉館したとされる。跡地には「新東京ビル」が建ち、神電エンジニアリング（現在のシンフォニアエンジニアリング）等のオフィスが入居したが、2000年（平成12年）前後以降の現在では「ダイアパレス御徒町第3」に建て替えられている。戦前まで「徒竹町大通り」と呼ばれていた通りは、同館が存在したことから「新東京通り」あるいは「新東京映画館通り」と呼ばれるようになり、現在もその名残は続いている。